# (1204) Renzia
(1204) Renzia ist ein Asteroid des Hauptgürtels, der am 6. Oktober 1931 vom deutschen Astronomen Karl Wilhelm Reinmuth in Heidelberg entdeckt wurde. 
Der Asteroid ist nach dem deutsch-russischen Astronomen Franz Robert Renz benannt.